# Javra anomala
Javra anomala là một loài tò vò trong họ Ichneumonidae.